# Paratelmatoscopus borneensis
Paratelmatoscopus borneensis és una espècie d'insecte dípter pertanyent a la família dels psicòdids que es troba a l'illa de Borneo.